# Topallar (Saimbeyli)
Topallar ist ein Dorf (Köy) im Landkreis Saimbeyli der türkischen Provinz Adana mit 104 Einwohnern (Stand: Ende 2024). Im Jahr 2011 zählte Topallar 136 Einwohner.